# Demonul lui Maxwell
Demonul lui Maxwell este o ființă imaginară, inteligentă, de dimensiuni moleculare, care își permite să încalce principiul al doilea al termodinamicii. A fost imaginat de James Clerk Maxwell În cartea sa "Theory of Heat" („Teoria Căldurii”). Denumirea de „demon” a fost introdusă de William Thomson, lord Kelvin, pentru a reda caracterul provocator și supranatural al activității acestei ființe imaginare. Problemele teoretice ridicate de „demon” se bucură în prezent de atenție (o colecție a articolelor importante și o introducere amănunțită se găsesc în Ref.1)

## Principiul al doilea al termodinamicii
Una din formulările principiului al doilea al termodinamicii este: Nici un sistem nu poate produce un lucru mecanic net asupra exteriorului ca urmare a unui proces ciclic în care schimbă căldură cu un singur rezervor. Conținutul intuitiv este că nu se poate transforma direct o formă „degradată” de energie - căldura - într-una „dirijată” - lucrul mecanic.
Un „rezervor” - subînțeles „de căldură la temperatura T” - este un sistem mult mai mare decât cel considerat, în contact termic cu acesta și aflat el însuși în echilibru termic la temperatura T. Sistemul studiat este în echilibru termic cu rezervorul atunci când și lui i se poate atribui temperatura T.
O formulare echivalentă a principiului este: în decursul oricărui proces natural entropia unui sistem izolat termic nu poate să scadă.  Reamintim:
- (i) dacă un corp la temperatura T primește o cantitate de căldură Q, fără să își modifice temperatura, entropia sa crește cu 
{\displaystyle {\Delta \ S=Q/T}} și
- (ii) entropia a n moli de gaz perfect, ocupând volumul V la temperatura T, cu ecuația de stare 
{\displaystyle pV=nRT\,}
 este: 
{\displaystyle S={\frac {3}{2}}n\,R\ln T+n\,R\ln {\frac {V}{n}}+const.}, 
 unde R este constanta gazelor perfecte.

Spre sfârșitul secolului al XIX-lea, devenise evident că principiul al doilea - spre deosebire de primul - are o natura statistică și - într-un sens care trebuie precizat - este valabil numai „cu foarte mare probabilitate”.

## Demonul presiunii
Imaginăm un gaz închis într-un recipient, aflat în echilibru în contact cu un rezervor de căldură la temperatura T; separăm recipientul în două părți printr-o partiție, în care se află o mică deschidere, de dimensiuni moleculare; aceasta poate fi închisă cu un obturator, a cărui manipulare implică o cantitate neglijabilă de energie. Discuția ignoră orice dificultăți cuantice. Evident, presiunea gazului în cele două compartimente este aceeași. Demonul se află lângă obturator, de o parte a peretelui și, ori de câte ori o moleculă a gazului se apropie din partea sa de deschidere, o lasă să treacă prin ea. În felul acesta, numărul de molecule aflate în compartimentul în care se află demonul scade cu timpul iar între cele două încăperi apare o diferență de presiune. Dacă îngăduim partiției să devină mobilă ca parte a unui piston, ea se va deplasa din cauza diferenței de presiune și va putea astfel „face un lucru mecanic asupra exteriorului” (ridică o mică greutate, comprimă un arc etc.). Mișcarea se oprește - dacă o presupunem indefinit lentă - în momentul în care presiunile în cele două compartimente se egalizează. După aceasta, peretele este îndepărtat și repus în poziția inițială. Lucrul mecanic necesar acestei ultime operații poate fi făcut oricât de mic. Cu aceasta sistemul a parcurs un ciclu - a revenit la starea inițială - și a efectuat un lucru mecanic; energia necesară pentru aceasta a căpătat-o de la rezervorul de căldură: temperatura gazului este la sfârșit tot T. Dar, datorită activității pline de răbdare a demonului, principiul al doilea al termodinamicii a fost încălcat: căldura de la un singur rezervor a fost transformată în lucru mecanic.

Demonul temperaturii

Demonul descris aici (al presiunii) este ușor diferit de cel descris în multe cărți, de exemplu Ref.2, cel „al temperaturii”, care separă moleculele rapide de cele încete într-un recipient izolat termic.

## Scăderea entropiei de către demon
Recipientul în care se află demonul formează împreună cu rezervorul un sistem izolat. În primul pas al procesului, demonul creează o diferență de presiune între cele două compartimente, micșorând numărul de molecule de gaz din compartimentul său. Se poate verifica din formula de mai sus că entropia gazului a scăzut fără să aibă loc un schimb de căldură cu rezervorul. În pasul al doilea o anumită cantitate de căldură Q este preluată de la rezervor și transformată în lucru mecanic. Îndepărtarea partiției și repunerea ei în poziția inițială nu au nici un efect termodinamic. La sfârșit, starea gazului este aceeași cu cea de la început, deci și entropia sa e neschimbată: rezervorul însă a pierdut entropia Q/T transmisă gazului. În concluzie, entropia totală a universului a scăzut cu Q/T datorită activității demonului.
Această încălcare a principiului al doilea datorită unei activități „inteligente” este stranie: ea nu exploatează fluctuațiile mărimilor termodinamice prevăzute de mecanica statistică ci pare să poată fi efectuată în mod sistematic. La prima vedere, activitatea demonului ar putea fi săvârșită și de un automat; pe de altă parte, ne așteptăm ca un demon neînsuflețit să fie complet supus principiilor termodinamicii, iar activitatea sa să nu le poată încălca. Deci trebuie să existe un element în activitatea unui demon automat care să împiedice scăderea entropiei. Asupra naturii acestui element domnește până azi un dezacord.

## Aparatul lui Szilard
Pentru a reduce problema demonului la „esența” ei, Szilard a introdus în 1929 (Ref.3) abstracțiunea unui gaz constând într-o singura moleculă (fizica statistică nu pune o limită principială numărului de molecule ale unui gaz, atâta timp cât ele nu interacționează între ele). Gazului unimolecular i se pot atribui toate funcțiile termodinamice ale unui gaz normal; în particular are o energie a cărei medie este menținută constantă prin interacțiune cu un rezervor de căldură, dar are proprietatea specială că poate fi comprimat la jumătate din volumul său fără lucru mecanic: este suficient să introducem în recipientul care îl conține un perete despărțitor: molecula se află sau de o parte sau de cealaltă a pistonului, deci este „comprimată”, fără lucru mecanic, la un volum mai mic: nu știm însă de ce parte. Demonul imaginat de Szilard face întâi o măsurătoare și stabilește de ce parte a peretelui se găsește molecula; după ce a căpătat această informație, transformă (cu oricât de puțin consum de energie) peretele într-un piston care, de pe urma diferenței de presiune, poate efectua un lucru mecanic asupra exteriorului. Astfel molecula transformă căldura Q primită de la rezervor - care îi menține energia medie constantă - în lucru mecanic. După ce pistonul a ajuns la capăt, un perete despărțitor este din nou introdus și procesul continuă.

Privim acum evoluția entropiei în acest proces. Interesează numai termenul referitor la volum: chiar după introducerea peretelui despărțitor,

 unde N este numărul lui Avogadro, iar k este constanta lui Boltzmann. După măsurătoare, deoarece știm - o dată cu demonul - unde se află molecula, 

  Deci, în momentul în care rezultatul măsurătorii este cunoscut demonului, entropia totală a scăzut cu {\displaystyle k\ln 2}. Dacă principiul al doilea al termodinamicii se poate aplica sistemului simplu format din demon și încăperea cu o moleculă (ceea ce nu este necontestat), trebuie să concludem că:
- sau (i) procesul măsurătorii duce la o creștere a entropiei de {\displaystyle k\ln 2}
- sau (ii) entropia memoriei demonului crește cu {\displaystyle k\ln 2}.

În lucrarea sa din 1929, Szilard a optat pentru prima soluție, după care orice act binar de măsurare (stabilirea dacă molecula este în stânga sau în dreapta) reprezintă un proces ireversibil și este legat de o creștere a entropiei cu cel puțin {\displaystyle k\ln 2}, adică de transmiterea către rezervorul de căldură a unei cantități de energie mai mare sau egală cu {\displaystyle kT\ln 2}. În limbaj modern, informația obținută prin măsurătoarea demonului este de 1 bit; informația termodinamică este numărul de biți X {\displaystyle (k\ln 2)}.

## Soluția lui Brillouin
Fără să existe o demonstrație, această concluzie a fost general acceptată, parțial din cauza caracterului ei „moral”: pentru a câștiga un bit de informație (adică k ln 2) la temperatura T, trebuie cheltuită cel puțin kT ln 2 energie. O demonstrație generală a acestei afirmații nu numai că nu există, dar ea este chiar contestată. Brillouin a descris un gen de măsurători în care această limită este respectată și a justificat astfel de ce demonul nu încalcă principiul al doilea când recurge la ele (Ref.4). 

În analiza sa, Brillouin presupune că demonul își începe acțiunea după ce „vede” unde se află molecula. „A vedea” înseamnă că cel puțin o cuantă de lumină provenind de la o sursă luminoasă aflată în interiorul încăperii este împrăștiată de moleculă și ajunge pe retina demonului. Împreună cu demonul și gazul la temperatura T se găsește în interiorul încăperii, în echilibru cu pereții ei (și cu retina demonului), și radiație electromagnetică, a cărei energie este distribuită după frecvențe corespunzător temperaturii T, conform formulei lui Planck : 

Pentru a „vedea” o moleculă, retina trebuie să fie impresionată de o cuantă cu o energie {\displaystyle h\nu } sensibil diferită de valoarea medie dată de această formulă (ca.0,9 kT). Aceasta se poate obține de la o sursă de radiație cu o temperatură {\displaystyle T_{1}} mai înaltă, inclusă împreună cu o baterie în încăpere: {\displaystyle T_{1}=CT,C>1}. Să presupunem că frecvența {\displaystyle \nu _{0}} a acesteia este astfel încât {\displaystyle h\nu _{0}=kT_{1}}; atunci pierderea de entropie prin emiterea ei de către filamentul unui bec la temperatura {\displaystyle T_{1}=CT,C>1}, este {\displaystyle h\nu _{0}/T_{1}=k} iar creșterea de entropie prin absorbția pe retina demonului este {\displaystyle h\nu _{0}/T=Ck}; deci entropia se schimba cu {\displaystyle k(C-1)>k\ln 2}, daca {\displaystyle C>1.7}. În cap.13 al cărții sale, Brillouin prezintă o discuție foarte detaliată a acestui proces și aduce argumente pentru semnificația specială a factorului {\displaystyle \ln 2}. După aceste argumente, ar pare că mecanica cuantică ar fi importantă pentru „salvarea” principiului al doilea al termodinamicii. Remarcăm că, în soluția lui Brillouin, memoria demonului nu joacă nici un rol.

## Principiul lui Landauer
Considerăm acum alternativa (ii) de „salvare” a principiului al doilea în aparatul lui Szilard și privim memoria demonului ca fiind o parte integrală a sistemului, a cărei entropie trebuie și ea considerată de către un observator exterior. Memoria o socotim ca fiind compusă din celule capabile de a lua două stări (0 și 1), în analogie cu un calculator. Când memoria este „vidă”, toate celulele se află în starea 0 (prin convenție). O celulă poate fi privită ca un corp solid având toate gradele de libertate microscopice obișnuite la care se adaugă cele două stări posibile 0 și 1. Într-o lucrare din 1961 (Ref.5), R.Landauer a argumentat că orice operație de ștergere și reinițializare a unei celule la temperatura T trebuie să fie însoțita de un transfer de căldură către exterior de {\displaystyle kT\ln 2}. Mai mult, orice operație logic ireversibilă a calculatorului (dupa efectuarea căreia nu se mai poate deduce starea anterioară a celulei) presupune o astfel de ștergere și reinițializare a celulei: de aici „principiul lui Landauer”: ireversibilitatea logică a unei operații implică un transfer de căldură cel puțin egal cu {\displaystyle kT\ln 2} de la calculator către rezervorul de căldură. De aici apare consecința că, pentru a reduce costurile energetice ale unui calcul la minimum, acesta trebuie astfel aranjat încât fiecare pas al său să fie reversibil. Modul în care se pot obține versiuni reversibile pentru un program oarecare este discutat în Ref.6. Această observație arată că nu există limite inferioare energetice principiale pentru efectuarea unui calcul.(Ref.7)
Un argument (superficial) pentru principiul lui Landauer este următorul: dacă cele doua stări 0 și 1 sunt egal probabile, ele contribuie un termen de {\displaystyle k\ln 2} la entropia celulei. După reinițializare, celula se află în starea „0”. Deci contribuția la entropie este zero. Principiul al doilea al termodinamicii interzice însă scăderea entropiei unui sistem izolat și deci singura soluție este că entropia rezervorului a crescut în timpul acestei operații cu {\displaystyle k\ln 2}. Deci acesta a primit de la sistem o cantitate de căldură {\displaystyle kT\ln 2}. Există însă o dificultate: deoarece este vorba de celulele unui calculator, care produce deterministic conținutul celulelor pornind de la un conținut inițial cunoscut, deci de entropie zero, se poate obiecta că nu se șterge la sfârșit un conținut aleatoriu (0 și 1 egal probabile), ci unul bine determinat. Astfel, scăderea de entropie prin reinițializare ar fi de fapt zero. Obiecții legate de aceasta au fost într-adevăr ridicate(Ref.8,9). Răspunsul (Ref.10) este că procedura de reinițializare trebuie să fie independentă de conținutul celulei; conținutul ei trebuie mai întâi șters, ceea ce constă în punerea ei într-o stare de „uitare”, în care 0 și 1 sunt egal probabile. Dăm un exemplu în paragraful următor.

## Funcționarea demonului după Charles Bennett
Principiul lui Landauer a dus la o nouă descriere a modului de funcționare a demonului. Promotorul acestui mod de a vedea lucrurile este Charles Bennett (Ref.11). Ideea este că, o dată ce am inclus memoria demonului în sistemul studiat, parcurgerea unui ciclu include și reinițializarea ei. Dar această operație este legată de un transfer de căldură de {\displaystyle kT\ln 2} către rezervor, exact ceea ce demonul a preluat pentru a produce lucru mecanic. Aceasta nu o poate face decât consumând o energie {\displaystyle kT\ln 2}, adică exact lucrul produs înainte. Deci principiul al doilea este respectat.
O obiecție (Ref.8) este că, spre deosebire de Brillouin, care arată direct că demonul nu poate viola principiul al doilea, o argumentație bazată pe principiul lui Landauer conține un cerc vicios: cu excepția unor justificări bazate pe modele, formularea generală a principiului lui Landauer se sprijină ea însăși pe principiul al doilea (vezi mai sus). Totuși, descrierea lui Ch. Bennett a modului în care activitatea demonului este compatibilă cu principiul al doilea este surprinzătoare și radical diferită de aceea a lui Brillouin.
În primul rând, Bennett susține că operația de măsurare nu este neapărat legată de creșterea entropiei, și nici de folosirea unei cantități minimale de energie. Măsurătoarea este privită în analogie cu operația de copiere într-un calculator dintr-un registru în altul. Exemplele pe care le oferă sunt legate de aparatul lui Szilard și unele sunt pur mecanice (Ref.12): în principiu, este posibil de detectat diferența de presiune între cele două compartimente ale aparatului (numai într-unul se găsește molecula) cu o cheltuială de energie oricât de mică.

Descriem acum evoluția entropiei și balanța energetică în aparatul lui Szilard, (notat cu A) presupunând că memoria demonului constă intr-un al doilea aparat Szilard (notat cu M), și aflat la început în starea fundamentală, să zicem stânga (L = left): aceasta înseamnă că în M se găsește o partiție, iar molecula se află în L. Pentru simplitate, neglijăm în expresia entropiei termenii legați de volum și temperatură, și calculăm entropia prin formula 

 unde n este numărul de stări posibile pentru sistemul aparat + demon, evaluat de un observator situat în afara lui. Prezentarea urmărește Ref.1 și se îndepărtează ușor de original (Ref.11,13).
- Etapa I: În aparatul A nu se găsește nici o partiție: molecula se poate afla în stânga sau în dreapta; M se găsește în starea L: entropia 
{\displaystyle S=S(Aparat)+S(Demon)=k\ln 2\,}
 (din cauza celor două posibilități în A).
- Etapa II: în A se introduce partiția: nu știm în ce parte este molecula: deci {\displaystyle S=k\ln 2} în continuare.
- Etapa III: Demonul face o măsurătoare: el copiază starea moleculei din A: dacă ea era în stânga, memoria rămâne în starea L; altfel se mută în starea R ( = right); această mutare se poate face cu un lucru mecanic oricât de mic: fie prin rotirea aparatului cu 180°, fie împingând infinit de lent partiția și peretele stâng al aparatului în aceeași direcție: lucrurile mecanice necesare acestor operații au semne contrare și se anulează. Entropia sistemului este tot {\displaystyle k\ln 2}.
- Etapa IV: Demonul extrage un lucru mecanic egal cu {\displaystyle kT\ln 2} lăsând gazul unimolecular să se destindă; el primește o căldură egală cu {\displaystyle kT\ln 2} de la rezervor în timpul procesului. Entropia {\displaystyle S(Aparat)} este {\displaystyle k\ln 2} la sfârșitul procesului, entropia memoriei este {\displaystyle k\ln 2} iar a rezervorului de căldură a scăzut cu {\displaystyle k\ln 2}: Deci entropia universului a rămas constantă, deși a sistemului demon + aparat este {\displaystyle 2k\ln 2}.
- Etapa V: Demonul șterge memoria prin îndepărtarea partiției: acesta este un proces ireversibil, atât logic cât și fizic (vezi Ref.1 pentru detalii): deoarece însă nu știam în ce parte se găsea molecula atunci când partiția era prezentă, entropia memoriei la sfârșit este tot {\displaystyle k\ln 2}.
- Etapa VI: Demonul aduce memoria în starea inițială: pentru aceasta trebuie să comprime gazul unimolecular din M la loc în starea L: execută pentru aceasta un lucru mecanic egal și de semn contrar cu cel extras în etapa IV și predă rezervorului o cantitate de căldură egală cu {\displaystyle kT\ln 2}. Entropia sistemului demon + aparat scade la loc la {\displaystyle k\ln 2}; entropia rezervorului creste cu {\displaystyle k\ln 2}. Aparatul și memoria s-au întors în starea inițială: lucrul mecanic total este zero, căldura preluată de la rezervor tot zero. Deci principiul al doilea al termodinamicii este satisfăcut.

Pașii V și VI ilustrează principiul lui Landauer în acest model de memorie: Etapa V este „ștergerea”, independentă de starea atinsă în pasul IV, iar reinițializarea (etapa VI) este legată de cedarea unei cantități de căldură egală cu {\displaystyle kT\ln 2}. 
Modelul demonului prezentat de Bennett este la ora actuală acceptat de mulți fizicieni, dar există multe critici, de exemplu Ref.8, 9 , la care Bennett răspunde în Ref.10 . La ora actuală, „morala” acestui mod de a privi demonul este: lucrul mecanic pe care îl câștigă demonul prin urmărirea unei molecule este obligat sa îl consume când se pregătește să urmărească molecula următoare!

## Dezvoltări recente
Într-o lucrare recentă foarte lucidă (Ref.14), John D.Norton atrage atenția asupra confuziei prezente într-o serie de lucrări, între entropia informațională și cea termodinamică. De exemplu, după Norton, afirmația că entropiile a două aparate Szilard unimoleculare - unul fără partiție, iar celălalt cu o partiție dar cu o distribuție întîmplătoare (echiprobabilă) a moleculei în cele două compartimente - ar fi egale, este adevărată numai pentru entropia informațională, dar nu pentru cea termodinamică. Cea informațională este {\displaystyle k\ln 2} în ambele cazuri, cea termodinamică este {\displaystyle k\ln 2} când partiția este absentă, dar zero ({\displaystyle =k\ln 1}) când este prezentă.
În paragraful precedent a fost urmărită evoluția entropiei informaționale (punctul de vedere al unui observator exterior) în etapele I-VII ale funcționării ciclice a demonului. Evoluția entropiei termodinamice este diferită. În etapa II, trebuie să admitem că entropia totală a scăzut de la {\displaystyle k\ln 2} la zero, prin simpla introducere a partiției. În etapele III,IV entropia universului (aparat + memorie + rezervor) rămâne neschimbată, dar în etapa V ea revine la valoarea inițială de {\displaystyle k\ln 2} datorită ștergerii ireversibile a memoriei demonului. Etapa VI este neschimbată.
Deosebirea pare să fie că principiul al doilea este "salvat" numai în medie, datorită ștergerii din etapa V. Disputa va continua cu siguranță!